# Michał Kazimierz Pac (kasztelan połocki)
Michał Kazimierz Pac herbu Gozdawa (ur. 1650 w Połocku, zm. 1724) – starosta wasilkowski, kasztelan połocki.
Syn Konstantego Władysława i Aleksandry Lisowskiej herbu Lis. W 1668 ojciec scedował mu starostwo wasilkowskie. Był elektorem Michała Korybuta Wiśniowieckiego z województwa połockiego w 1669 roku. Pac był na sejmie elekcyjnym 1669 i podpisał zaprzysiężenie przez króla Michała Korybuta Wisniowieckiego paktów konwentów. Brak wiadomości o losach Paca w latach następnych, oddał głos na Augusta II z województwa witebskiego. Na sejmie elekcyjnym 1697 był deputatem do pacta conventa z powiatu orszańskiego. 1 października 1697 został kasztelanem połockim. Był członkiem konfederacji olkienickiej w 1700 roku. Z końcem 1716 zrezygnował z kasztelanii połockiej na rzecz swego bratanka pisarza wielkiego litewskiego Krzysztofa Konstantego, ale z niewyjaśnionych powodów rezygnację wycofał.
Był trzykrotnie żonaty:
- w 1670 z nieznaną z imienia ks. Massalską (zm. 1680), córką podkomorzego grodzieńskiego Stanisława Massalskiego i wnuczką kniazia Andrzeja Massalskiego[4][5]
- w 1682 poślubił wojszczankę wendeńską Teresą Balicką[6] (zm. 1716), z którą miał troje dzieci:
  - Mariannę I v. za Hektorem Karęgą II v. za Michałem Węslawskim III v. za Aleksandrem Puciatą
  - Konstantego Antoniego (zm. przed 1716)
  - Zofię za podkomorzym wileńskim Michałem Mikołajem Tyzenhauzem herbu Bawół
- trzecią żoną (co najmniej od 1711) była Katarzyna Karasiówna herbu Dąbrowa (zm. 1747), córka Samuela Karasia, a wdowa po pułkowniku królewskim Michale Perottim (Perott/Perut)[6], z którą miał córkę:
  - Ludwikę za Janem Krzysztofem Niemirowiczem-Szczyttem herbu Jastrzębiec (synem kasztelana smoleńskiego Krzysztofa Niemirowicza Szczytta), matkę kasztelana brzeskiego Józefa Niemirowicza-Szczytta i starosty witagolskiego Krzysztofa Niemirowicza-Szczytta[7][8].

Katarzyna Karaś po śmierci Michała Kazimierza Paca wyszła po raz trzeci za mąż za Michała Gustawa Wiszniewskiego, łowczego orszańskiego.